# Леспурси
Леспурси́ (фр. Lespourcy) — коммуна во Франции, находится в регионе Аквитания. Департамент — Атлантические Пиренеи. Входит в состав кантона Пе-де-Морлаас и дю Монтанерес. Округ коммуны — По.
Код INSEE коммуны — 64338.

## География

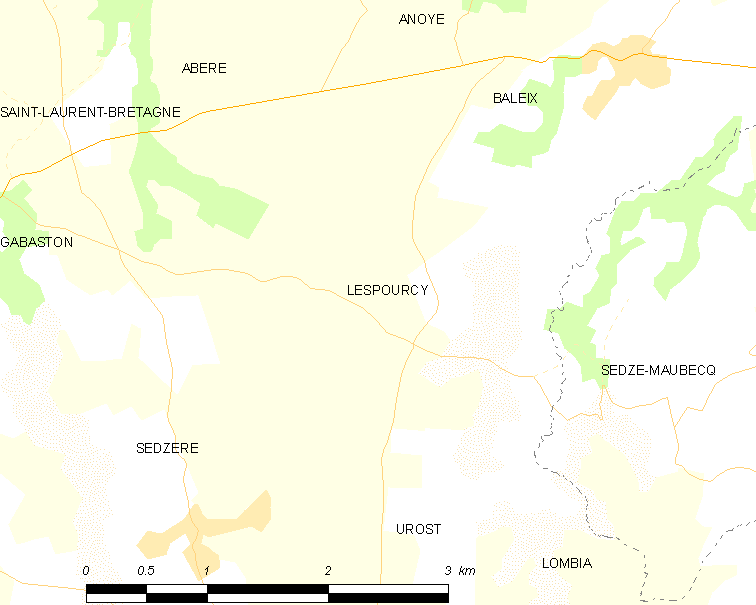
Карта коммуны

Коммуна расположена приблизительно в 640 км к югу от Парижа, в 170 км южнее Бордо, в 19 км к востоку от По.
На востоке коммуны протекает река Леес.

### Климат
Климат тёплый океанический. Зима мягкая, средняя температура января — от +5°С до +13°С, температуры ниже −10 °C бывают редко. Снег выпадает около 15 дней в году с ноября по апрель. Максимальная температура летом порядка 20-30 °C, выше 35 °C бывает очень редко. Количество осадков высокое, порядка 1100 мм в год. Характерна безветренная погода, сильные ветры очень редки.

## Население
Население коммуны на 2010 год составляло 171 человек.
| 1962 | 1968 | 1975 | 1982 | 1990 | 1999 | 2010 |
| ---- | ---- | ---- | ---- | ---- | ---- | ---- |
| 152  | 138  | 135  | 112  | 133  | 114  | 171  |

## Администрация
| Период | Период | Фамилия            | Партия | Примечания |
| ------ | ------ | ------------------ | ------ | ---------- |
| 1995   | 2008   | Роже Лоберж-Дорган |        |            |
| 2008   | 2020   | Эрик Нуни          |        |            |

## Экономика
В 2010 году среди 101 человека трудоспособного возраста (15-64 лет) 86 были экономически активными, 15 — неактивными (показатель активности — 85,1 %, в 1999 году было 75,0 %). Из 86 активных жителей работали 81 человек (41 мужчина и 40 женщин), безработных было 5 (2 мужчин и 3 женщины). Среди 15 неактивных 4 человека были учениками или студентами, 10 — пенсионерами, 1 был неактивным по другим причинам.

## Достопримечательности
- Церковь Успения Пресвятой Богородицы (XII век)[4]

## Фотогалерея

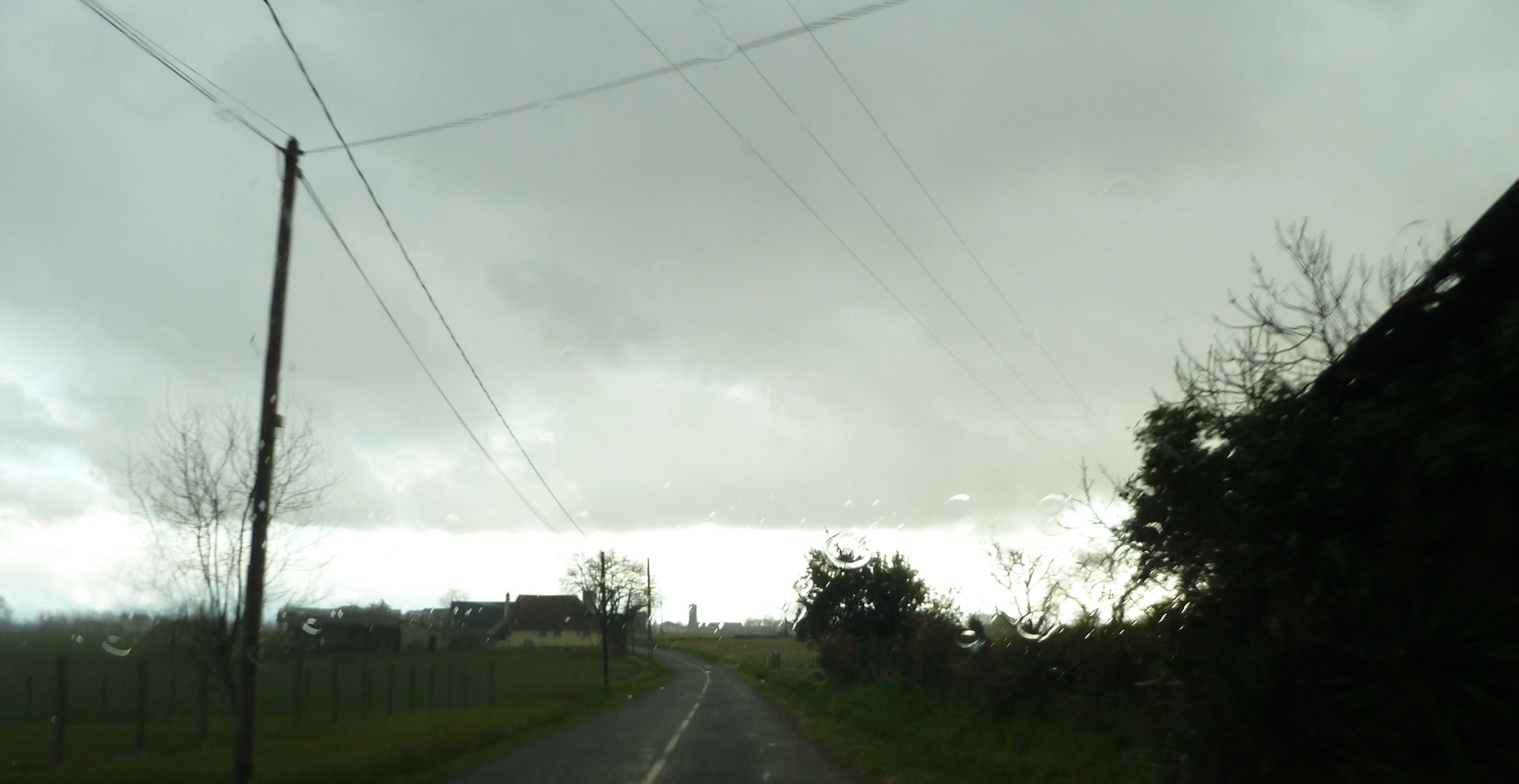
Леспурси